# NGC 1354
NGC 1354 ist eine linsenförmige Galaxie vom Hubble-Typ S0/a im Sternbild Eridanus am Südsternhimmel. Sie ist schätzungsweise 77 Millionen Lichtjahre von der Milchstraße entfernt und hat einen Durchmesser von etwa 50.000 Lj.

Im selben Himmelsareal befinden sich u. a. die Galaxien NGC 1368, IC 326, IC 327, IC 328.
Das Objekt wurde am 30. Dezember 1785 vom deutsch-britischen Astronomen William Herschel entdeckt.